# Cu cu ngọc bích châu Phi

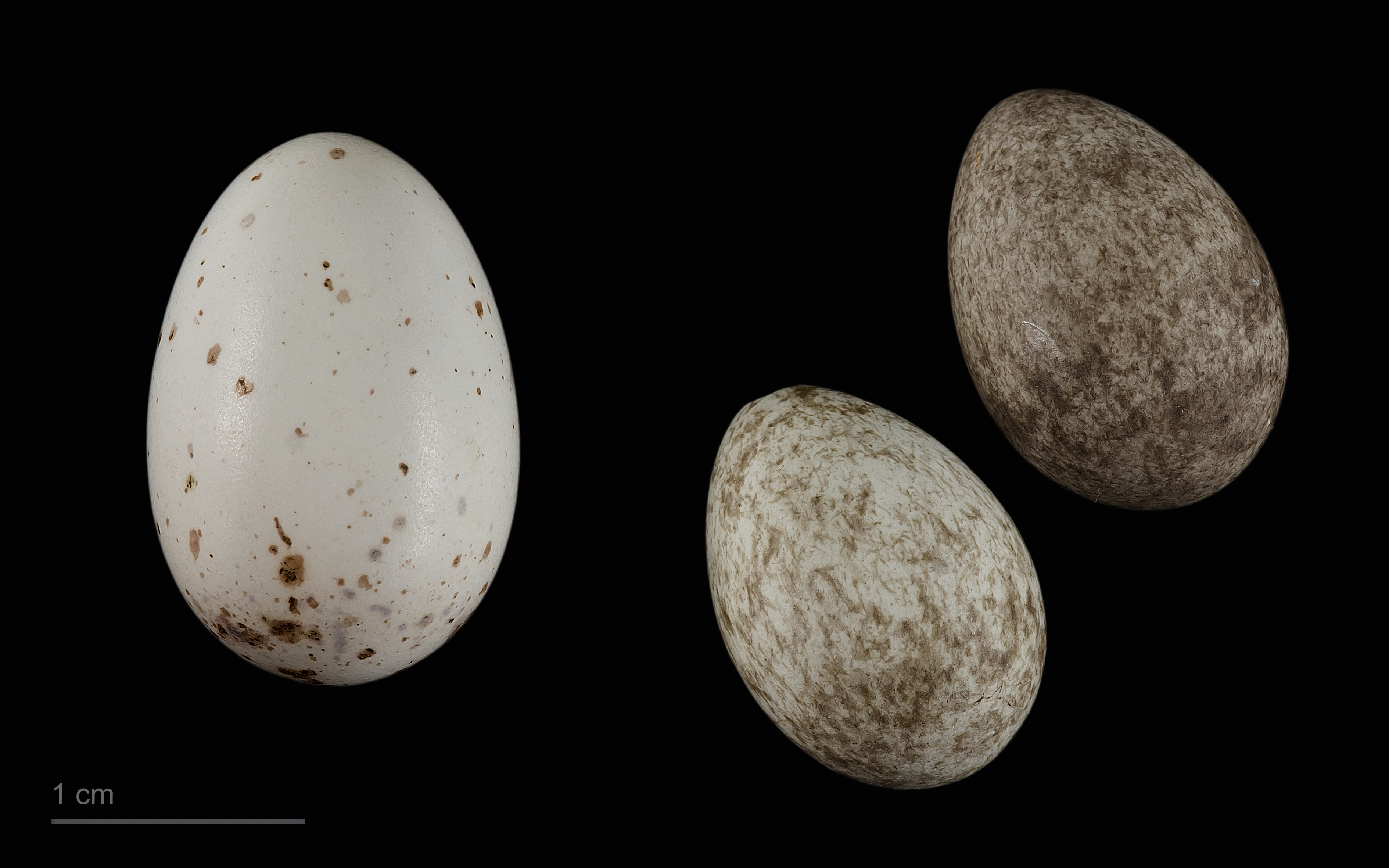
Chrysococcyx cupreus + Anabathmis newtonii

Cu cu ngọc bích châu Phi, tên khoa học Chrysococcyx cupreus, là một loài chim trong họ Cuculidae. Chúng được Shaw phân loại vào năm 1792.